# Кузьмина, Нина Григорьевна
Нина Григорьевна Кузьмина (1941 — 2012) ― советский передовик текстильной промышленности, прядильщица фабрики имени Ленина, Клинцы, почётный гражданин города Клинцы (1978). Депутат Верховного Совета СССР 7-го созыва.

## Биография
Кузьмина Нина Григорьевна родилась в 1941 году в городе Клинцы, в большой рабочей семье.
После завершения обучения в средней школы в 1958 году, стала проходить обучение в Клинцовском фабрично-заводском училище. Через год обучения успешно закончила его, получив специальность прядильщицы. Продолжая семейную традицию, трудоустроилась на работу на фабрику имени Ленина. Активно осваивала профессию. очень быстро включилась в рабочий процесс. Стала изучать передовые приёмы и методы труда опытных прядильщиц. Активная участница социалистического соревнования. Очень быстро стала передовиком текстильного производства. 
За большие достижения в труде ей было присвоено звания лучшей прядильщицы и ударника коммунистического труда. Представлена к награждению Орденом Ленина и орденом «Трудового Красного Знамени».
Своим богатым опытом Нина Григорьевна охотно делилась с молодыми коллегами. Была наставницей многих начинающих работников фабрики. Активно занималась общественно-политической деятельностью. 
Кузьмина Нина Григорьевна избиралась депутатом Верховного Совета СССР 7-го созыва, являлась делегатом XXV съезда КПСС.
Решением органов муниципальной власти в 1978 году Кузьминой Нине Григорьевне было присвоено звание «Почетный гражданин города Клинцы».
Проживала в городе Клинцы Брянской области. Умерла в 2012 году.

## Награды и звания
- Орден Ленина,
- Орден Трудового Красного Знамени,
- Почётный гражданин города Клинцы (1978).